# نارغ موسي (كوهمرة خامي)
نارغ موسی (بالفارسية: نارگ موسی) هي مستوطنة تقع في إيران في قسم كوهمرة خامي الريفي. يقدر عدد سكانها بـ 153 نسمة بحسب إحصاء 2016.